# Hristici
Hristici è un comune della Moldavia situato nel distretto di Soroca di 1.240 abitanti al censimento del 2004